# Зоран Радоїчич
Зоран Радоїчич (серб. Зоран Радојичић / Zoran Radojičić; нар. 24 жовтня 1963, Белград)— сербський політик і дитячий хірург, який є мером Белграда з 7 червня 2018 року. До цього він практикував дитячу урологію в Університетській дитячій лікарні в Белграді, а також є професором хірургії на медичному факультеті Белградського університету.